# Grofija Loon
Grofija Loon (nizozemsko Graafschap Loon [ˈɣraːfsxɑp ˈloːn], francosko Comté de Looz) je bila grofija v Svetem rimskem cesarstvu, ki je približno ustrezala sodobni belgijski provinci Limburg. Ime je dobila po prvotnem sedežu grofa Loonskega, ki se danes imenuje Borgloon. V srednjem veku so grofje svoj dvor preselili v bolj osrednji položaj v Kuringen, ki je danes del Hasselta, glavnega mesta province.
Loon je bil že od samega začetka povezan z bližnjo knezo-škofijo iz Lièga, do leta 1190 je grof prišel pod škofovo nadoblast. V štirinajstem stoletju se je moška linija drugič končala, tako, da so knezoškofi sami neposredno prevzeli oblast nad grofijo. Grofija Loon je približno predstavljala nizozemsko govoreči (arhaična francosko thiois   prebivalstvo) del kneževine. Vsa nizozemsko govoreča mesta v knezo-škofiji s statusom tako imenovanih " dobrih mest " (francosko bonnes villes), so bila v grofiji Loon, danes pa so v belgijskem Limburgu. To so bili Beringen, Bilzen, Borgloon, Bree, Hamont, Hasselt, Herk-de-Stad, Maaseik, Peer in Stokkem.
Tako kot druga območja, ki so sčasoma prišla pod oblast lièškega knezoškofa, tudi Loon ni nikoli formalno postal del enotnega gospostva " Nizkih dežel ", ki je v poznem srednjem veku združilo skoraj ves Beneluks in je še naprej združevalo skoraj vso današnjo Belgijo pod ancien régime. Loon in druga lièška gospostva so se svojim sosedom pridružila šele, ko so med francosko revolucijo postala del Francije. Po bitki pri Waterlooju so ostala povezana v novem Združenem kraljestvu Nizozemske. Leta 1839 je staro ozemlje Loona postalo približna osnova nove province Limburg znotraj nove Kraljevine Belgije.

## Lokacija
Že od najzgodnejših omemb so grofje Loonski izvajali oblast na treh različnih geografskih območjih z različnimi srednjeveškimi imeni.
- Severovzhodni del Loona je bil v dolini reke Maas ali blizu nje, severno od Maastrichta, frankovski Maasau. Sem sta spadala Maaseik in Bree.
- Severozahodni del Loona je bil v peščeni regiji Kempen ( francosko Campine), ki ga je cerkev še vedno imenovala z rimskim izrazom Texandria. Grofje so na primer imeli v lasti Tessenderlo, Beringen in Overpelt.
- Južni del je bil večinoma znotraj nizozemsko govorečega dela rodovitnih gričev Haspengouw (francosko Hesbaye, latinsko Hasbania), ki vključuje tudi sam Borgloon. Dele nizozemsko govorečega Hesbayeja, ki so danes v Limburgu, pa je neposredno upravljal knezoškof, na primer okoli Tongerena.

Vse tri komponente najdemo v sodobni provinci Limburg. Vendar zgodnja grofija ni imela preproste geografske oblike. Najzgodnejši grofje so izvajali spreminjajoč se sklop pravic in dolžnosti na razpršenih lokacijah, ki so segale zunaj osrednjega območja, medtem ko so imeli tudi drugi posestniki pravice znotraj tega območja.

## Izvor
Kot pri mnogih grofijah v regiji se tudi zapisi, ki omenjajo grofije Loon, začnejo v začetku 11. stoletja, vendar ti skoraj ne kažejo, kako je grofija nastala in kakšne so bile njene prvotne meje in institucije. Neposredno predhodne generacije so bile priča številnim uporom, zaplembam in izgonom. Večje območje Spodnje Lotaringije je bilo del ločenega frankovskega "srednjega" kraljestva, ki pa ni imelo več kralja. Vzhodno in zahodno kraljestvo Frankov, predhodnika poznejše Francije in Svetega rimskega cesarstva, sta se skupaj z lokalnimi magnati borila za nadzor. Do leta 1000 je bilo območje pod trajnim nadzorom vzhodnega kraljestva. Kraljeva oblast v regiji Haspengouw je bila delno v rokah knezoškofov iz Lièga, ki jim je cesar podelil v fevd vsaj dve pomembni grofiji Haspengouw, Huy in Brunengeruz. Tretja, "Haspinga", je leta 1040 prišla v roke škofa. Ni soglasja o tem, katero ozemlje je obsegala, in morda je vključevala celo gospostvo nad celotnim Loonom ali njegovim delom.
Prvi splošno sprejeti grof (nizozemsko graaf, latinsko comes, francosko comte ) Loonski je bil Giselbert (sodobna angleščina in francoščina "Gilbert") iz 11. stoletja. Imel je dva brata, grofa Arnulfa, ki je bil očitno zadnji posvetni grof Haspinge, in škofa Balderika II. iz Lièga.
Srednjeveški zapisi omenjajo, da so bili Giselbert in njegovi bratje v krvnem sorodstvu z lokalnim plemstvom, kot sta Lambert I., grof Louvainski, in Arnulf Valencienneški, vendar ne navajajo natančnih sorodstvenih povezav. Edini srednjeveški vir, ki omenja starša grofa Giselberta, je kronika opatije St. Truiden, ki njegovega očeta imenuje Oton. Vendar je bil ta zapis napisan stoletja pozneje in ne velja za zanesljivega. Ne le, da je starševstvo Giselberta, Arnulfa in Balderika negotova, ampak tudi njihova povezava z naslednjima dvema grofoma bratoma, Emom in Otonom, negotova. Morda sta sinova Giselberta ali Arnulfa. 
Druga pomembna listina v razpravah o izvoru grofije Loon je podelitev alodialne zemlje na ključnih mestih v grofiji Loon škofu iz leta 1078, ki jo je grofica Ermengarda podelila lièškemu škofu. Njene posesti ni mogoče razložiti z njenim domnevnim poreklom ali njenim znanim možem, zato se že dolgo domneva, da se je morala najprej poročiti z grofom Arnoldom, ker naj bi ne imela dedičev.

## Zgodovina
V generaciji po treh bratih Balderiku, Gilbertu in Arnulfu je grof Emo postal naslednji grof Loonski, medtem ko je bil njegov brat grof Oton odvetnik opatije sv. Truidena in prednik prve linije grofov Durasa, morda preko svoje žene Ode. Grofijo Duras je podedoval Otonov sin Giselbert, nato pa njegov sin Oton. Sčasoma je postala del Loona pod grofom Gerardom v 1190-ih.
Grof Arnold (ali Arnulf) I., sin Ema, je po Baertenu (1969, str. 40), prvi grof Loonski, za katerega lahko govorimo o kakršni koli politični dejavnosti. Leta 1106 je lahko okrepil svoj položaj, ko je s poroko pridobil posesti izumrlih grofov Rieneck. Verjetno je zgradil tudi grad moto, ki je bil v srednjem veku v Borgloonu. Njegov sin Arnold II., grof Loonski, je ustanovil opatijo Averbode. Sin in dedič Arnolda II. je bil Ludvik (nizozemsko Lodewijk ) I., ki je bil tudi priča tej listini. Postal je grof Loonski, mestni grof Mainza in grof Rienecka, oba v sodobni Nemčiji. Povečal je ozemlje Loona, tako da je dodal Kolmont (danes v Tongerenu) skupaj z Bilzenom. Okrepil je tamkajšnjo utrdbo in mestu podelil svoboščine. Enako je storil tudi v Brustemu v St. Truidenu, ki je bil ogrožen kot enklava Loon, obdana z grofijo Duras.
Grof Gerard (včasih napačno imenovan Gerard "II"), naslednji grof Loonski in Rieneški, je utrdil Brustem in Kolmont ter preselil glavno mesto grofije v Kuringen. Tam je ustanovil opatijo Herkenrode za ženske, ki so živele po cistercijanskem pravilu. V Loonu je trajajoč konflikt z njegovimi lièškimi gospodarji dosegel vrhunec leta 1179 s pohodom knezoškofa Rudolfa iz Zähringena, čigar čete so leta 1179 opustošile staro glavno mesto grofije Borgloon  Leta 1193 je Gerard pridobil tudi grofijo Duras in odvetništvo opatije Sint-Truiden, vendar je moral sprejeti brabantovo suverenost nad temi ozemlji. To mu je dalo dejansko oblast nad več ozemlji v današnjem južnem delu belgijskega Limburga. Gerardov sin Ludvik II. je bil dedič grofije Loon, Rieneck pa je pripadel drugemu sinu, Gerardu, grofu Rieneškemu. Grofiji Rieneck in Loon sta bili sčasoma ponovno združeni pod Gerardom Rieneškim sinom Ludvikom III. Loonskim, ki ju je nato ponovno razdelil in Loon dal svojemu bratu Arnoldu IV .
Grof Arnold IV. je s poroko leta 1227 pridobil francosko govorečo grofijo Chiny in s tem dosegel vrhunec teritorialne širitve glavne linije grofov Loonskih. Moška linija grofovskih potomcev je izumrla s smrtjo Ludvika IV. Loonskega leta 1336, posesti Loon in Chiny pa je sprva podedovala plemiška hiša Spanheimov v Heinsbergu s soglasjem lièškega škofa. Leta 1362 je knezo-škof Engelbert III. Markški kljub temu zasegel Loon in ga leta 1366 dokončno vključil v lièško ozemlje.
Grofija je ostala ločena entiteta (quartier) znotraj Lièga, katere knezoškofje so prevzeli grofovski naziv. Ko je revolucionarna Francija leta 1795 škofijo priključila, je bila tudi grofija Loon razpuščena, prilagojena različica ozemlja pa je postala del francoskega departmaja Meuse-Inférieure, skupaj z nizozemskim Limburgom vzhodno od reke Maas. Po Napoleonovih porazih je departma leta 1815 postal del novega Združenega kraljestva Nizozemske in je dobil sodobno ime Limburg, da bi kraljestvo ohranilo stari naziv srednjeveške vojvodine Limburg, ki je bila v bližini. Ko je bila leta 1830 ustanovljena Belgija, ki je razdelila kraljestvo, položaj Limburga in Luksemburga pa je postal vzrok za konflikt. Leta 1839 je bilo v okviru mednarodne arbitraže končno odločeno, da se Limburg in Luksemburg razdelita na njuna dva sodobna dela. Zahodni del Limburga približno ustreza stari grofiji Loon in je postal del Belgije. Tako belgijski kot nizozemski del sta ohranila svoje novo ime Limburg.

## Grofje Loonski

### Rodbina Loonskih
- Oton, stric Rudolf iz Haspinga, grof v Betuwe; ⚭ Luitgard Namursko, hčerko Alberta I., grofa Namurskega , in Ermengarde Spodnjelotarinške
- Giselbert († 1044 ali 1046), njegov sin; ⚭ Erlenda Jodoigneško
- Emon († 1078), njegov sin; ⚭ Suanehilda, hči Ditrika III., grofa Zahodne Frizije, in Otelende iz Nordmarka.
- Arnold I. (1060, † 1126), njegov sin; ⚭ Neža iz Mainza; njegov drugi sin Janez je ustanovil še vedno cvetočo linijo Loonski-Corswaremski
- Gerhard I. († 1103), njegov sin
- Arnold II. († pred 1141), sin Arnolda I.; ⚭ Nežo
- Ludvik I. (ok. 1125 do 1130, † 1171), njegov sin; ⚭ Neža iz Metza, hči Folmarja V., grofa Metza, in Matilde Dagsburgške
  - njegova hči Neža Loonska se je leta 1169 poročila z Otom I. Wittelsbahom (1117–1183), ki je leta 1180 prejel fevd vojvodino Bavarsko.
- Gerhard II. († 1194), njegov sin; ⚭ Adelajda Gelderska, hči Henrika I., grofa Gelderskega , in Neže Arnsteinske
- Ludvik II. († 1218), njegov sin; ⚭ Ado, grofico Holandsko, hčerko grofa Dirka VII. in Adelajde Kleveške
- Henrik († 1218), njegov brat, Kanonik Saint-Lamberta v Liègu, grof Loonski v času mladoletnosti Arnolda IV.
- Arnold III. († 1221), njegov brat, Grof Rieneški in Loonski med Arnoldovo mladoletnostjo; ⚭ Adelajda Brabantska (1190, † 1265), hči Henrika I., vojvode Brabantskega, in Matilde Alzacijske
- Ludvik III. († 1243), grof Loonski, njegov nečak, sin Gerharda III., grofa Rieneškega, in Kunigunde Zimernske, se je leta 1227 v Loonu odpovedal prestolu v korist svojega brata.

- Arnold IV. († 1273), grof Loonski in grof Šinijski (Arnold II.), njegov brat, sin Gerharda III., grofa Rieneškega, in Kunigunde Zimernske; poročen z Johano, grofico Šinijsko (1205, † 1271) (rodbina Šinijskih)
- Janez I. († 1279), njegov starejši brat; ⚭ (I.) 1258 Matilda Jüliška, hči Viljema IV., grofa Jüliškega, in Matilde Gelderske; ⚭ (II.) Izabela de Condé
- Arnold V., grof Loonski in grof Šinijski (Arnold III.) njegov sin iz prvega zakona je leta 1313 odstopil Šinijsko grofijo svojemu sinu z Margarito Viandensko.
- Ludvik IV.,  († 1336), grof Loonski in grof Šinijski (Ludwig VI.), njegov sin; ⚭ Margareta Lotarinška († 1348), hči vojvode Teobalda II. Lorenskega in Izabele de Rumigny.

### Rodbina Heinsberških
- Ditrik Heinsberški († 1361) iz rodbine Spanheimov grof Loonški in Šinijski, njegov nečak, sin Gotfrida Heinsberškega in Matilde Loonške, hčere Arnolda V.; poročen s Kunigundo Markško
- Gotfried Heinsberški (1325, † 1395), gospod Dalenbroicha, njegov nečak, sin Janeza iz Heinsberškega, gospoda Dalenbroicha, in Katarine Voorneške; od strica je prejel Loon in Šini, a je Loon izgubil v korist lièškega škofa.

### Rodbina Rumigny
- Arnold Rümmingenski, sin Viljema d'Oreye.

### Lièški škofje
Grofijo je pridobil škof Engelbert Markški (* 1304; † 25. avgust 1368). Vsi poznejši škofje Lièga do leta 1794 so bili formalno tudi grofje Loonski.

## Galerija
- Listina, s katero je grof podelil Hasseltu pravico do Lièga (1232)
- Žig van Arnolda IV. Loonskega
- De Opatija Herkenrode, grobišče grofov Loonskih
- grad Pietersheim, sekundarni fevd Loonskih grofov
- Sedež Loonskih Hasselt leta 1740
- Grb grofov Loonskih